# میانخره
میانخره، روستایی است از توابع بخش مرکزی در شهرستان دشتی استان بوشهر ایران.
روستای میانخره در دهستان خورموج قرار دارد.
میانخره در ۲۰ کیلومتری جنوب غربی خورموج (مرکز شهرستان) واقع شده است این روستا در طول جغرافیائی ۵۱ درجه و ۱۰ دقیقه شرقی و عرض جغرافیائی ۲۸ درجه و ۱۲ دقیقه شمالی قرار گرفته است. از شمال به روستای چارک و جنوب به روستای وراوی و از غرب به کوه مند محدود می‌گردد.
وجه تسمیه آن واسطه قرار گرفتن بین دو یا چند دره یا خره (میان خره) میانخره نامیده می‌شود. اهالی این روستا نیمی سادات و نیمی را مشایخ بستان بحرانی و بحرینی و قبیله‌های قائدی مزارعی گرگویی امامی و شیبانی و … تشکیل می‌دهند.

## جمعیت
این روستا در دهستان خورموج قرار دارد و بر اساس سرشماری سال ۱۳۸۵ جمعیت آن (۵۰ خانوار) ۲۰۰ نفر است.